# 9420 Dewar
9420 Dewar este un asteroid din centura principală de asteroizi.

## Descriere
9420 Dewar este un asteroid din centura principală de asteroizi. A fost descoperit pe 14 decembrie 1995 la Kitt Peak National Observatory în cadrul proiectului Spacewatch. El prezintă o orbită caracterizată de o semiaxă mare de 2,27 ua, o excentricitate de 0,09 și o înclinație de 4,8° în raport cu ecliptica.